# Bythinella wawrzineki
Bythinella wawrzineki is een slakkensoort uit de familie van de Hydrobiidae. De wetenschappelijke naam van de soort is voor het eerst geldig gepubliceerd in 2002 door Bernasconi.